# Weld (Maine)
Weld – miasto w Stanach Zjednoczonych, w stanie Maine, w hrabstwie Franklin.